# Bayern (Schiff, 1996)
Die Bayern ist eine Fregatte der Deutschen Marine der Brandenburg-Klasse. Sie ist die dritte Einheit dieser Klasse und nach dem Freistaat Bayern benannt.

## Geschichte
Am 28. Juni 1989 erfolgte die Vergabe des Bauauftrages für die spätere Fregatte Bayern an die Thyssen Nordseewerke GmbH in Emden und am 16. Dezember 1993 die Kiellegung im Hallendock der Thyssen Nordseewerke. Am 30. Juni 1994 hielt der bayerische Ministerpräsident Edmund Stoiber die Taufrede für die Bayern. Die Schiffstaufe selbst nahm seine Frau Karin Stoiber vor.
Vom 15. Januar bis 1. März 1996 erfolgten die notwendigen Funktionsnachweise und die Erprobung des Schiffes im Hafen und auf See. Die Indienststellung fand am 15. Juni 1996 statt. Die Fregatte Bayern unterstand bis zum Januar 2006 dem 6. Fregattengeschwader in Wilhelmshaven, danach wurde sie dem 2. Fregattengeschwader in Wilhelmshaven zugeordnet.

## Technische Daten
- Länge: 138,85 m
- Breite: 16,70 m
- Tiefgang: 6,20 m
- Einsatzverdrängung: 4500 t
- Antriebsart: 2 Gasturbinen mit je 19.000 kW, 2 Antriebsdieselmotoren mit je 3820 kW
- Höchstgeschwindigkeit: Gasturbine 30 kn, Antriebsdieselmotor 21 kn
- Seeausdauer: 21 Tage bei 18 kn, Radius 4000 nm

## Besatzung
- 17 Offiziere
- 41 Portepeeunteroffiziere
- 61 Unteroffiziere
- 75 Mannschaften

### Kommandanten
| Nr. | Name                                                | Beginn der Amtszeit | Ende der Amtszeit  |
| --- | --------------------------------------------------- | ------------------- | ------------------ |
| 01  | Fregattenkapitän Thorsten Kähler                    | 1. April 1995       | 9. Dezember 1997   |
| 02  | Fregattenkapitän Ulrich Zumkeller                   | 9. Dezember 1997    | 9. Juni 2000       |
| 03  | Fregattenkapitän Norbert Schatz                     | 9. Juni 2000        | 4. April 2003      |
| 04  | Fregattenkapitän Jan Christian Kaack                | 4. April 2003       | 8. Juli 2004       |
| 05  | Fregattenkapitän Jörg Klein                         | 8. Juli 2004        | 27. April 2006     |
| 06  | Fregattenkapitän Norbert Bäumel                     | 27. April 2006      | 31. Mai 2007       |
| 07  | Fregattenkapitän Jens Schwarter                     | 31. Mai 2007        | 28. Mai 2010       |
| 08  | Fregattenkapitän Andreas-Peter Graf von Kielmansegg | 28. Mai 2010        | 8. Mai 2012        |
| 09  | Fregattenkapitän York Lohse                         | 8. Mai 2012         | 4. März 2014       |
| 10  | Fregattenkapitän Frank Fähnrich                     | 4. März 2014        | 30. September 2015 |
| 11  | Fregattenkapitän Markus Brüggemeier                 | 1. Oktober 2015     | 19. September 2018 |
| 12  | Fregattenkapitän Tilo Kalski                        | 19. September 2018  | 31. März 2022      |
| 13  | Fregattenkapitän Dennis Fauerbach                   | 31. März 2022       | 19. September 2024 |
| 14  | Fregattenkapitän Michael Klöfkorn-Dorscht           | 19. September 2024  |                    |

### Patenschaften
Der Freistaat Bayern hat mit dem Tag der Schiffstaufe, dem 30. Juni 1994, die Patenschaft über die Fregatte Bayern übernommen.
Die Fregatte Bayern unterhält seit 1996 eine Patenschaft zum ersten deutschen SOS-Kinderdorf in Dießen am Ammersee. Die Anregung zu dieser Patenschaft geht auf Karin Stoiber zurück, die Taufpatin der Fregatte Bayern ist.
Im Februar 2010 wurde die Patenschaft des Freistaats Bayern durch die Gründung des Freundeskreis Fregatte Bayern e. V. erweitert.

## Einsätze
Die Bayern war seit ihrer Indienststellung an mehreren Auslandseinsätzen beteiligt, darunter 1999 an der Operation Allied Force in der Adria.
- April bis November 2005: Einsatz als Flaggschiff für Flottillenadmiral Wolfgang Kalähne als Kommandeur der Standing NATO Maritime Group 2. Teilnahme an Manövern und der Operation Active Endeavour.[4]
- September 2007 bis März 2008: Flaggschiff für Flottillenadmiral Hans-Christian Luther als Führer der Maritime Task Force bei UNIFIL. Ende Januar rettete die Bayern hierbei vor der libanesischen Küste 14 Besatzungsmitglieder des Containerfrachters Gevo Victory aus Seenot.[5]
- Die Bayern lief am 18. Juli 2011 zur Anti-Piraterie-Mission Operation Atalanta am Horn von Afrika aus. Am 13. August übernahm Flottillenadmiral Thomas Jugel die Führung über den europäischen Einsatzverband und verwendete die Bayern bis zum 6. Dezember als Flaggschiff. Mit dem 22. Dezember waren Schiff und Besatzung wieder im Heimathafen.[6]
- Einsatz als Flaggschiff für Flottillenadmiral Thorsten Kähler als Kommandeur der Standing NATO Maritime Group 2. Ausgelaufen am 1. Juni 2012, Einsatz vom 15. Juli 2012 bis 2. Dezember 2012 (Einlaufen in Heimathafen), Teilnahme an Manövern und der Operation Active Endeavour.[7]
- Am 26. Januar 2015 machte sich die Fregatte Bayern auf dem Weg zum Horn von Afrika (Operation Atalanta). Ab dem 3. Juli 2015 war die Fregatte wieder im Heimathafen.
- Von 23. März bis 8. August 2016 war die Fregatte Bayern wieder bei der Operation Atalanta eingesetzt. Sie diente dem deutschen CTG Flottillenadmiral Jan C. Kaack als Flaggschiff.[8] Im Rahmen dieses fünfmonatigen Einsatzes wurden 32.000 Seemeilen zurückgelegt.[9]
- Am 7. März 2018 verließ die Fregatte Bayern ihren Heimathafen, um sich in der Ägäis der Standing NATO Maritime Group 2 anzuschließen und an der NATO-Aktivität in der Ägäis im Rahmen der Flüchtlingskrise teilzunehmen. Sie löst dort den Einsatzgruppenversorger Frankfurt am Main ab. Am 14. August 2018 erfolgte im griechischen Souda auf Kreta die Übergabe der Verantwortung im Einsatzraum von der Fregatte Bayern auf die Fregatte Lübeck.[10]  Die Rückkehr der Bayern erfolgte Ende August 2018.[11]

## Präsenz- und Ausbildungsfahrt in den Indopazifik

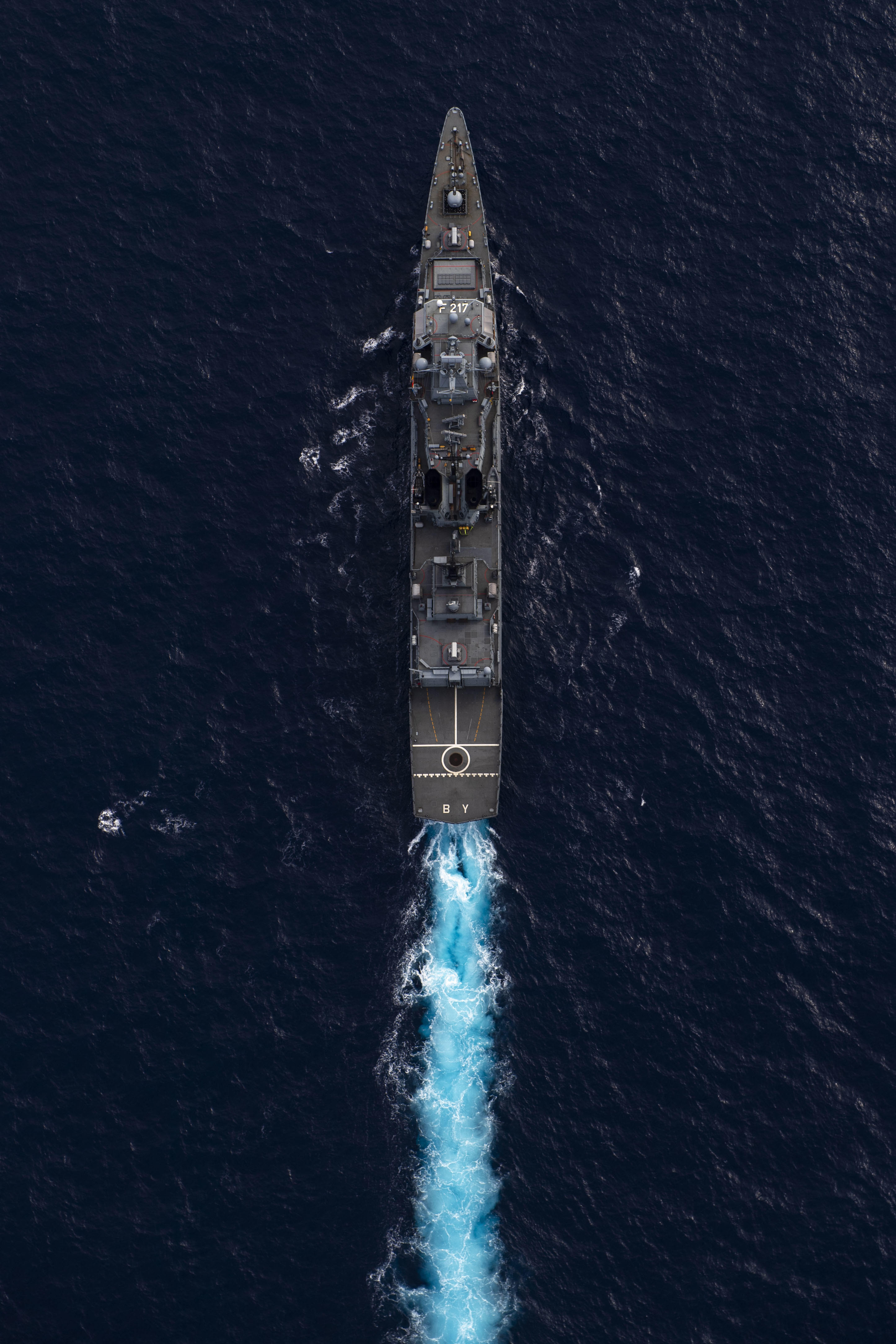
Luftaufnahme der Fregatte Bayern, aufgenommen während der Übung ANNULEX 2021

Die Fregatte Bayern führte vom 2. August 2021 bis zum 18. Februar 2022 eine Präsenz- und Ausbildungsfahrt in den Indopazifik durch, die als erster Aspekt einer neuen deutschen Außenpolitik in dieser Weltregion große mediale Beachtung fand. Laut der damaligen Bundesverteidigungsministerin Annegret Kramp-Karrenbauer sei der Einsatz der Bundeswehr auch notwendig, um Chinas Machtstreben einzudämmen. Die Bayern war im Seegebiet zwischen dem Horn von Afrika, Australien und Japan unterwegs. Der damalige Inspekteur der Marine, Vizeadmiral Kay-Achim Schönbach, erklärte, die Fahrt der Fregatte Bayern solle unter anderem unterstreichen, dass Deutschland auf der Seite seiner internationalen Partner für die Freiheit der Seewege und die Einhaltung des Völkerrechts in der Region eintrete. Zum Auftrag gehört außerdem eine Beteiligung an Überwachungsmaßnahmen zu UN-Sanktionen gegen Nordkorea, die Teilnahme an internationalen Übungen und das Wahrnehmen von Repräsentationsaufgaben. Sie wurde dabei auch von einem Team des Weltspiegels begleitet.